# Sân bóng chày

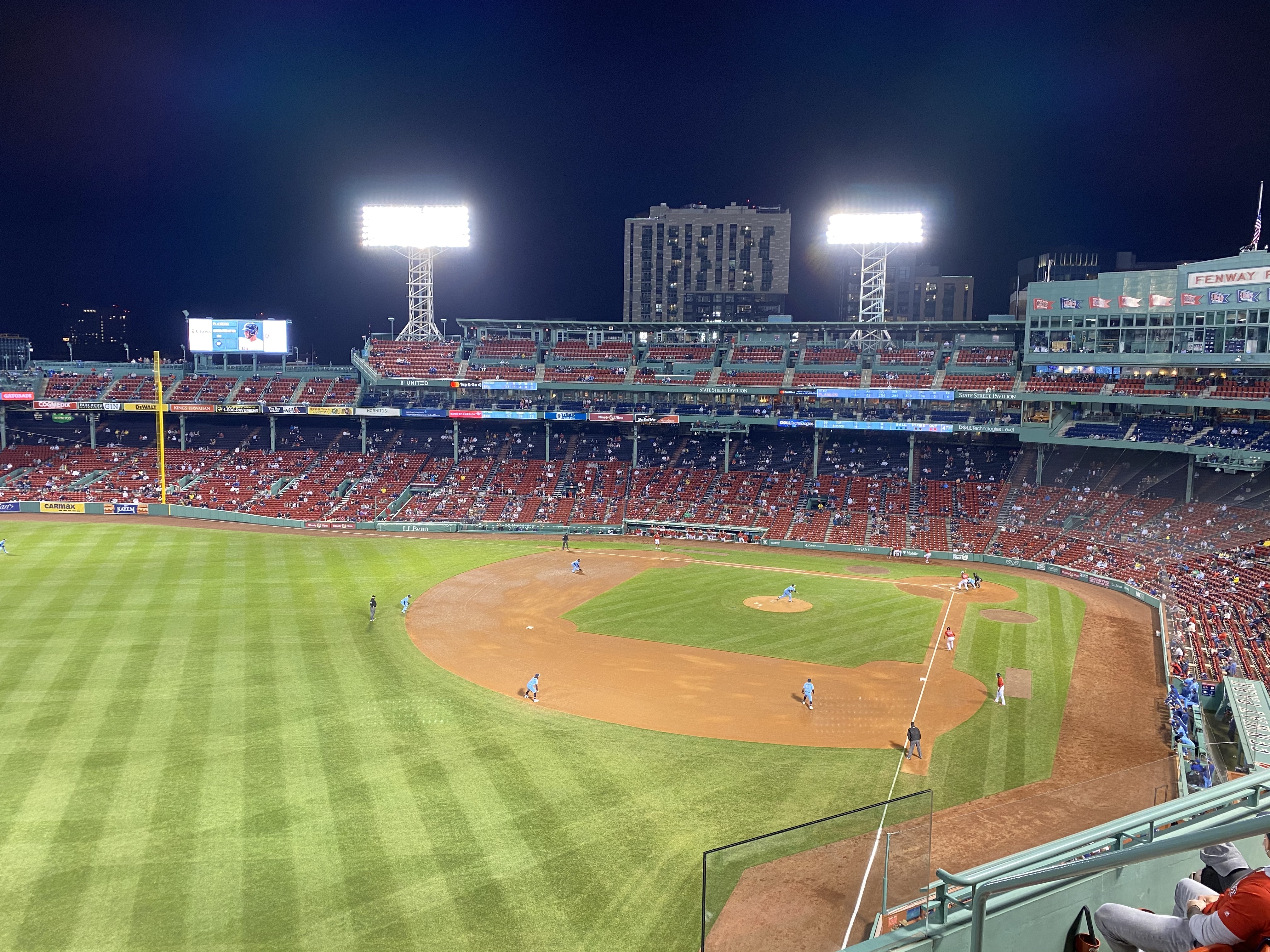
Fenway Park, sân nhà của Boston Red Sox và là sân bóng chày lâu đời nhất trong Major League Baseball

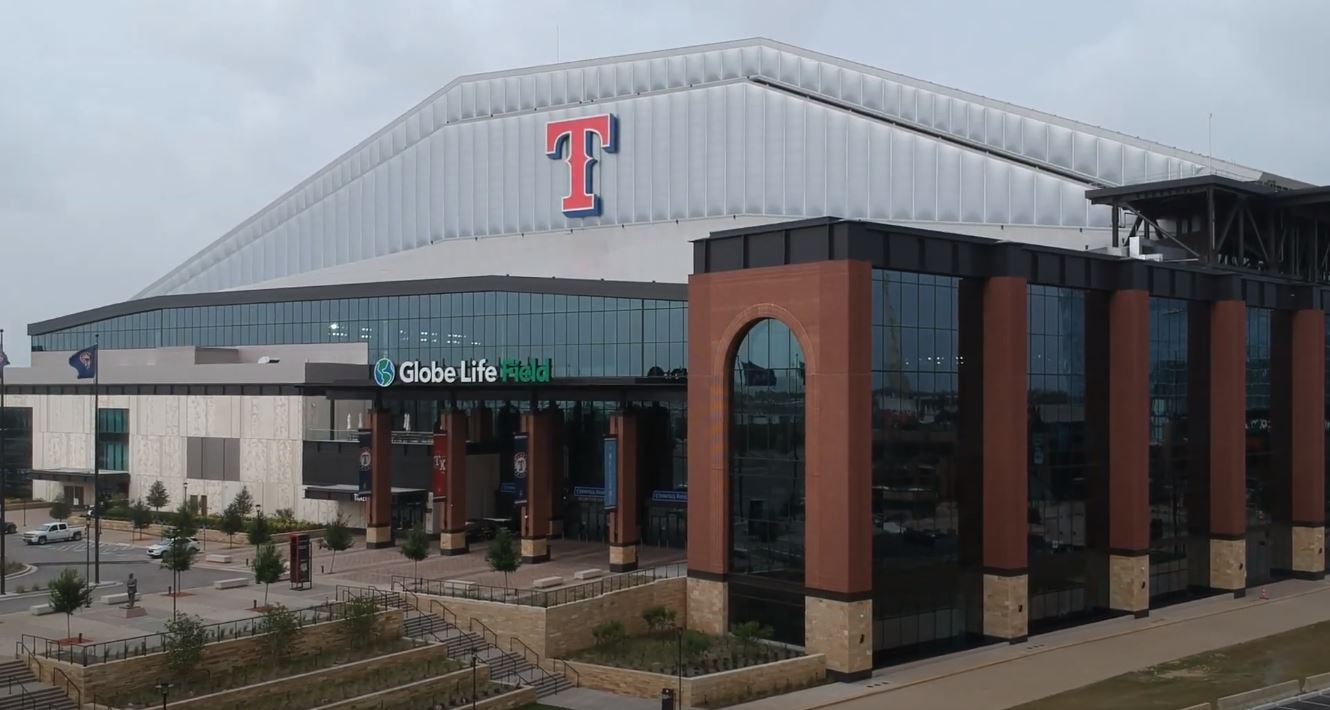
Globe Life Field, sân nhà của Texas Rangers và là sân bóng chày mới nhất trong Major League Baseball

Sân bóng chày (baseball park hay ballpark - tiếng Anh) là một loại địa điểm thể thao nơi diễn ra các trận đấu bóng chày . Phần sân thi đấu được chia thành hai phần gồm sân gọi là sân trong (infield) và sân ngoài (outfield). Sân trong là khu vực đặt vị trí của các chốt hay lũy (base) và ụ ném (mound) có kích thước cố định theo luật, và sân ngoài là nơi có kích thước có thể thay đổi rất nhiều theo từng sân bóng, hoặc cố định theo luật. Một sân vận động lớn hơn cũng có thể được gọi là sân vận động bóng chày vì nó có những đặc điểm giống với các loại sân vận động khác.

## Đặc điểm chung

### Phần sân thi đấu

Sơ đồ sân bóng chày

Mặt sân bóng chày có hình dạng mặt bên của viên kim cương, bao gồm phần sân phía trong biên (fair territory) có hình quạt một phần tư đường tròn, và vùng sân ngoài biên (foul territory) nơi các cầu thủ vẫn có thể di chuyển và xử lí bóng nếu bóng nằm ở khu vực này.
Sân trong (infield) là một hình quạt một phần tư đường tròn, trải đất và cỏ hoặc cỏ nhân tạo (hoặc toàn bộ là đất), bao gồm ba chốt (base), đĩa nhà hay chốt nhà (home plate) và ụ ném bóng (pitching mound hay mound). Khoảng cách giữa các chốt cố định tạo thành một hình vuông trải cỏ, ngoại trừ u ném bóng bằng đất ở giữa (hoặc cả đường chạy giữa các chốt). Một số sân, chẳng hạn như Sân vận động Koshien ở Tỉnh Hyōgo, Nhật Bản, có sân trong hoàn toàn bằng đất.
Hai phần sân trong và ngoài biên được chia bởi hai vạch kẻ biên (foul line) vuông góc, thường được phân biệt bằng cách gọi chúng là biên trái/biên phải hay biên chốt ba/biên chốt một. Nếu bóng do người đánh bóng đập trả rơi xuống hoặc lăn ra phần sân ngoài hai biên này trước khi lăn qua chốt một hoặc chốt ba, thì quả bóng đó bị coi là "ngoài biên" (foul) (không được tính là tình huống bóng sống, và bị tính là "bóng tốt" (strike) thứ nhất và hai cho người đánh). Nếu bóng rơi vào giữa hai đường biên này thì được coi là "bóng sống". Ở cuối rào các đường biên trên có hai "cột biên" (foul pole), giúp trọng tài xác định bóng đã ngoài biên khi ra khỏi sân hay chưa. Những "cột biên" này thực ra nằm trong phạm vi trong sân, vì vậy nếu bóng đập vào chúng thì sẽ được tính là một cú home run (cầu thủ chạy hết bốn chốt để ghi điểm, cũng như đẩy đồng đội trên các chốt trước về ghi điểm cùng).
Ở hai bên chốt nhà là hai ô đứng dành cho cầu thủ lên đánh bóng (batter's box, bên trái và bên phải). Đây là nơi người đánh bóng (batter) đứng để đập trả cú bóng của tay ném đối phương. Phía sau nhà là khu vực bắt bóng, nơi tay bắt bóng (catcher) thi đấu và trọng tài điều hành trận đấu.
Bên cạnh các chốt một và ba là hai khu vực cho huấn luyện viên (coaches' box), nơi huấn luyện viên phụ trách các chốt chỉ đạo các cầu thủ tấn công đã lên chốt, thường bằng cử chỉ hoặc khẩu lệnh. Khi chạy từ chốt hai lên chốt ba, cầu thủ chạy phải quay lưng, không quan sát diễn biến bóng ở phần sân ngoài (outfield), để ra quyết định chạy tiếp về ghi điểm, xoạc người hay dừng lại, và phải dựa vào chỉ đạo của huấn luyện viên chốt ba.
Xa hơn về phía ngoài hai biên là khu vực băng ghế (dug-out), nơi cả đội và ban huấn luyện ngồi khi họ không ở trên sân. Sở dĩ mang tên dug-out là vì ở cấp độ chuyên nghiệp, khu băng ghế này nằm thấp hơn mặt sân để không chặn tầm nhìn từ những vị trí ngồi gần mặt sân của khán giả. Ở sân dành cho người nghiệp dư, khu băng ghế có thể là những Lán bằng gỗ hoặc CMU nổi trên mặt đất có chỗ ngồi bên trong, hoặc chỉ đơn giản là những chiếc ghế dài sau hàng rào mắt cáo.
Phía sau phần sân trong và giữa hai đường biên là phần sân cỏ rộng lớn hay còn gọi là sân ngoài (outfield). Cuối phần sân được bao quanh bởi hàng rào có độ cao khác nhau. Hàng rào quan khư vực sân trong nằm ở ngoài biên và một quả bóng được đánh qua phần rào đó là bóng ngoài biên chứ không được coi là cú home run; do đó, chúng thường thấp hơn hàng rào sân ngoài để khán giả có thể quan sát tốt hơn. Đôi khi, hàng rào ngoài sân được xây cao hơn ở một số khu vực nhất định để bù lại khoảng cách từ rào về khu vực đánh bóng ngắn bất thường.
Ở nhiều sân, sân được bao quanh bởi một khu vực lề khoảng 10 foot (3,0 m) làm bằng đất hoặc bề mặt cao su tương tự đường chạy điền kinh gọi là lề rào hay "warning track". Trong quá trình cải tạo Sân vận động Yankee cũ vào năm 1937, một đường lề chạy dọc theo chu vi của sân đã được công nhận như là lề sát rào đầu tiên. MLB chính thức yêu cầu bắt buộc việc sắp đặt lề rào vào năm 1949.
Phía sau phần giữa hàng rào sân ngoài ở nhiều sân bóng chày có một khu vực được gọi là phông đánh bóng (batter's eye). Phông đánh bóng có thể là một khu vực sẫm màu và không có ghế ngồi, như một đồi cỏ, hàng cây, hàng ghế trống hoặc chỉ là một tấm phông sẫm màu bản rộng dựng sau hàng rào, để đảm bảo người đánh bóng dễ nhìn thấy quả bóng màu trắng trong môi trường chiếu sáng.
Hầu hết các sân bóng chày của các giải đấu lớn đều có hướng sân (gióng từ sân nhà qua chốt hai qua sân giữa) của sân chạy về hướng bắc , hướng đông hoặc hướng đông-bắc. Luật 1.04 của Major League Baseball quy định rằng hướng sân lí tưởng (nhưng không bắt buộc) là phải chạy theo hướng đông-đông bắc (khoảng 22 độ về phía bắc của phía đông). Điều này nhằm mục đích tránh ánh nắng mặt trời chiếu vào mắt người đánh. Trên thực tế, hướng các sân MLB dao động trong khoảng 90 độ từ trục đông-đông bắc theo cả hai hướng, nhưng không có sân nào hướng về phía tây, ngoại trừ một số sân chỉ chếch hướng tây một chút so với hướng bắc.

### Chỗ ngồi
Ngày nay, tại các sân ở MLB thường một khán đài nhiều tầng, bao quanh khu vực sân trong. Khoảng cách chỗ ngồi này kéo dài xuống đường biên cuối sân hoặc xung quanh các cột phạm lỗi khác nhau tùy theo từng sân. Ở các sân của các đội hạng dưới, khán đài nhỏ hơn đáng kể, tương ứng với quy mô đám đông dự kiến so với cấp MLB.

### Biến thể kích thước
Khác với các "môn thể thao cầu môn" như bóng đá và bóng rổ, với kích thước sân đấu cố định, sân trong là phần duy nhất được bố trí cố định trên sân bóng chày. Giống sân cricket ở Anh, sân thi đấu bóng chày có sự đa dạng đáng kể về hình dạng và kích thước của các phần sân còn lại.

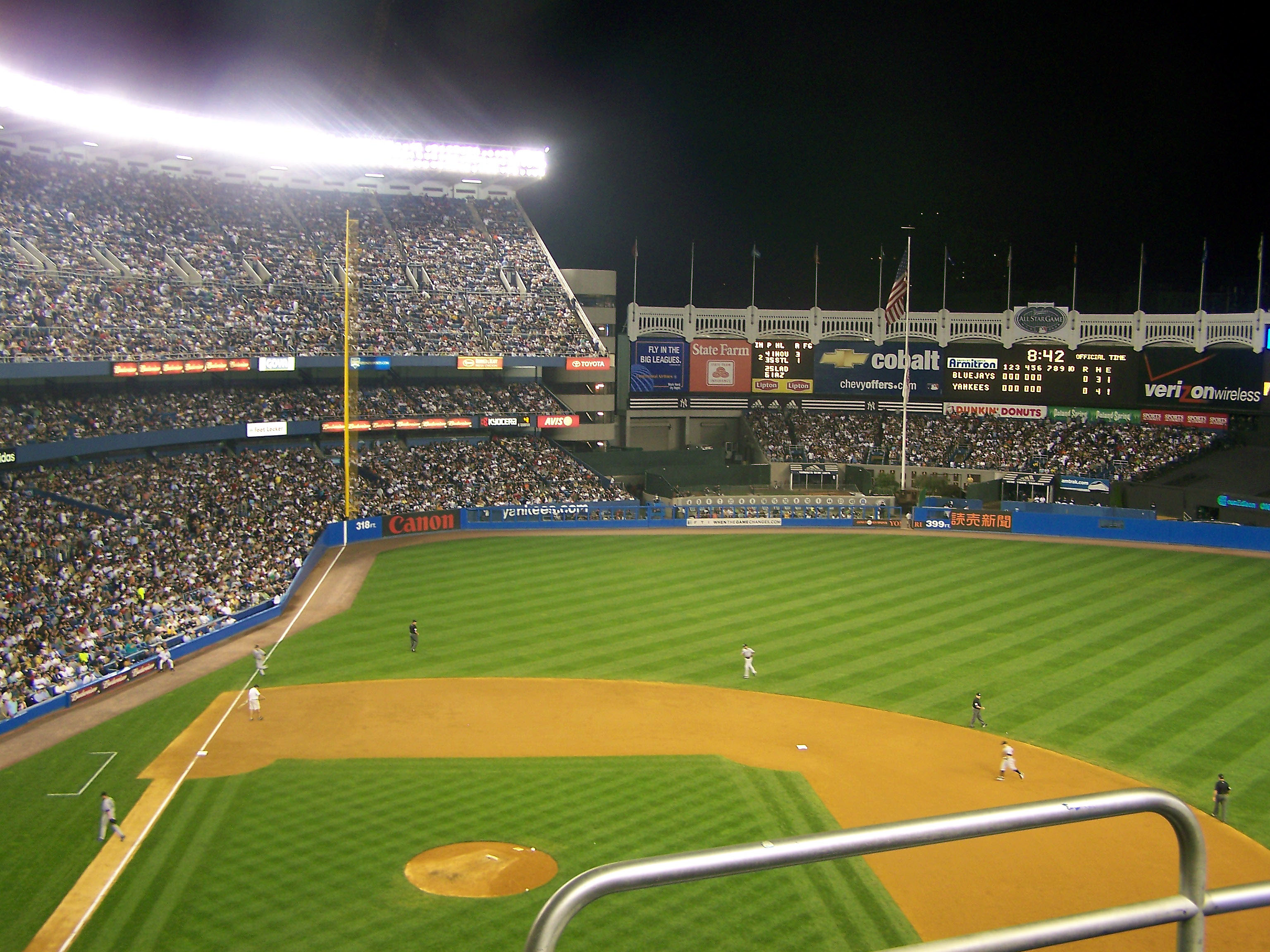
Hình ảnh Sân vận động Yankee cũ cho thấy hàng rào bên trái của sân có tiếng là xa hơn bên phải

Các giải đấu bóng chày có thể chỉ định khoảng cách tối thiểu từ chốt nhà đến hàng rào ngoài sân. Nhìn chung, trình độ kỹ năng càng cao thì kích thước tối thiểu phải càng xa để tránh tình trạng đánh home run quá nhiều. Tại Major League Baseball, một quy định đã được thông qua vào năm 1958  bắt buộc bất kỳ sân mới nào được xây dựng sau thời điểm đó phải có khoảng cách tối thiểu là 325 foot (99 m) từ chốt nhà đến hàng rào ở cánh trái và cánh phải, và 400 foot (120 m) cho khoảng cách tới rào giữa. (Điều 1.04, Chú thích (a)). Quy định này được thông qua để tránh những tình huống như Los Angeles Coliseum, nơi có khu vực sân trái chỉ xa nhất là 251 ft (77 m).
Các sân bóng chày cũ hơn, chẳng hạn như Fenway Park, được phép giữ nguyên kích thước ban đầu. Ngoài ra, các sân mới đôi khi cũng nhận được sự cho phép đặc biệt để không phải tuân theo các quy định này. Ví dụ, Sân vận động Yankee thứ hai, được xây dựng vào năm 2009, được cho phép sao chép đúng kích thước của Sân vận động Yankee ban đầu .

## Nguồn gốc tên gọi

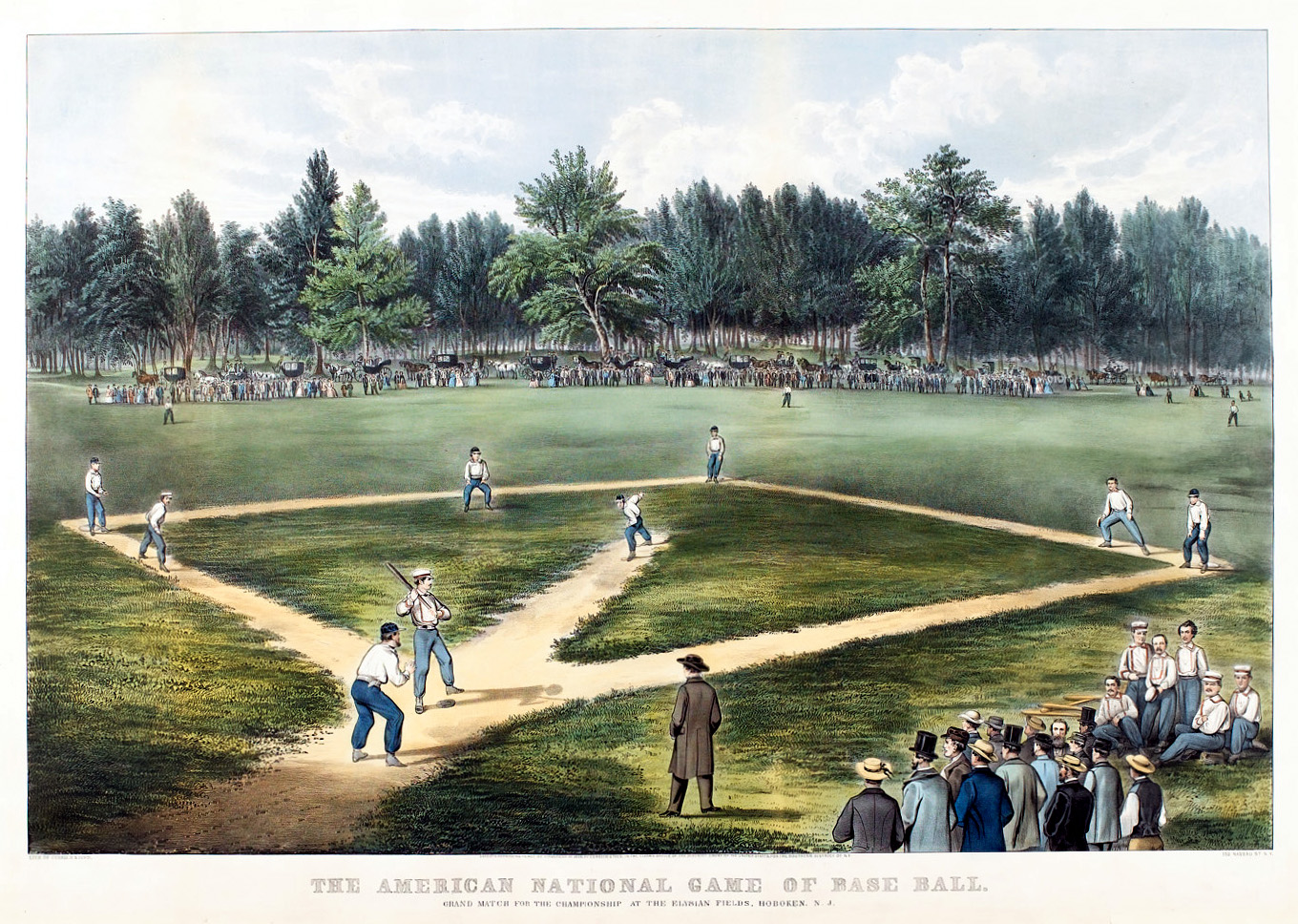
Cánh đồng Elysian

### Sân bóng bằng gỗ

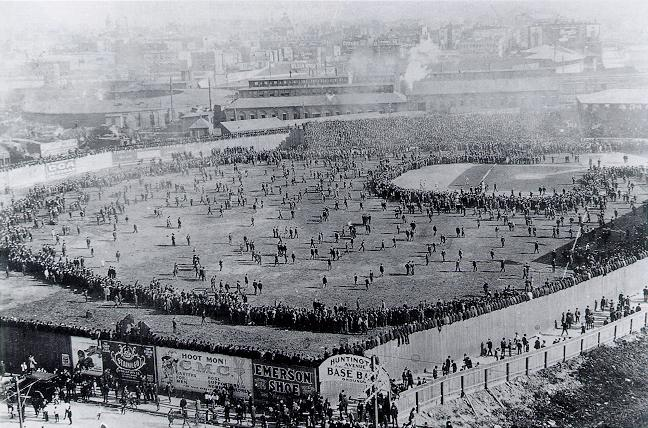
Sân vận động Huntington Avenue, thời điểm diễn ra World Series năm 1903

### Sân bóng chày nội thành cổ điển

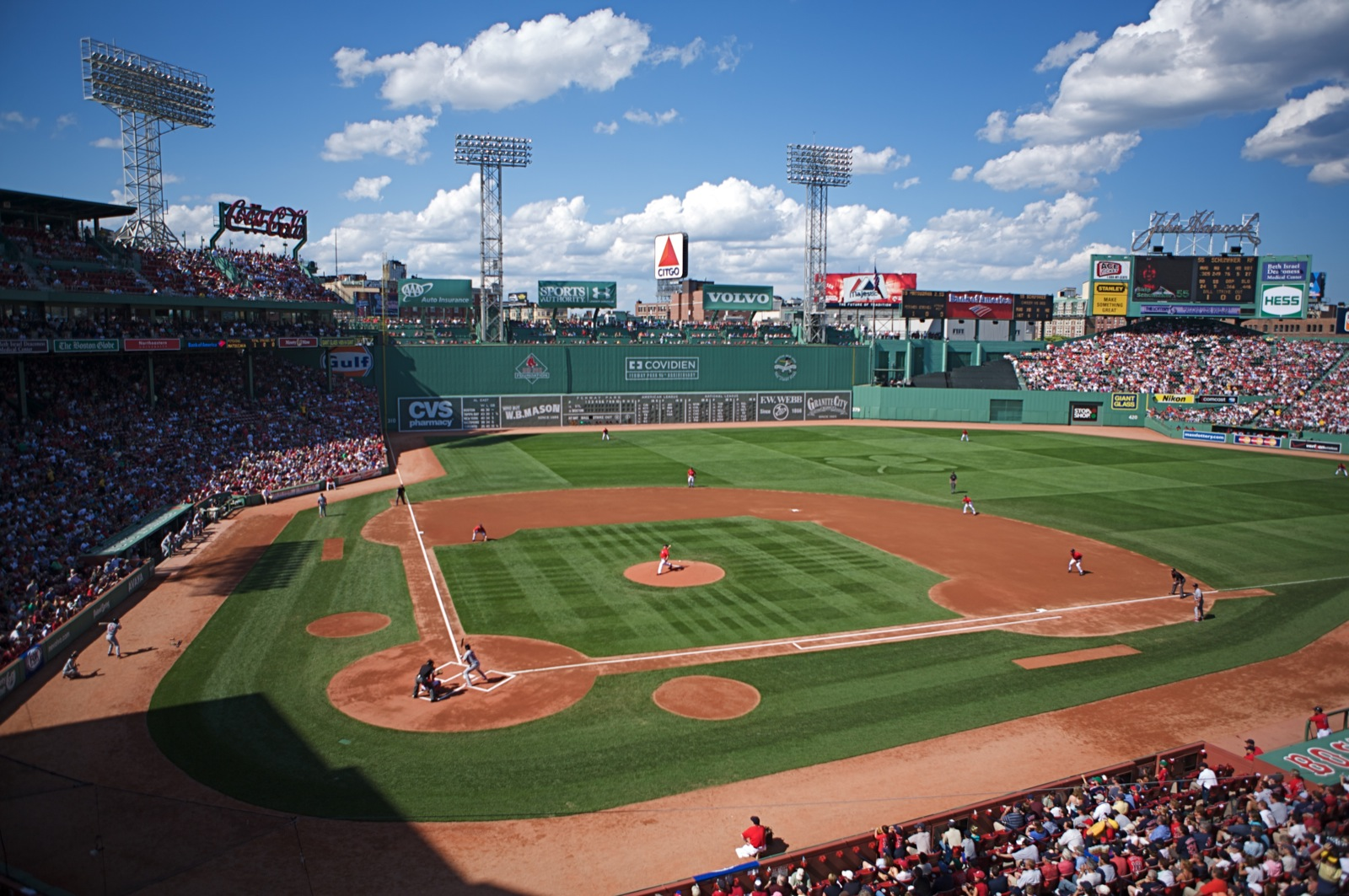
Fenway Park là sân vận động lâu đời nhất còn hoạt động của Major League Baseball. Tường rào "Green Monster" nổi tiếng là hàng rào bên trái.

### Sân vận động đa chức năng

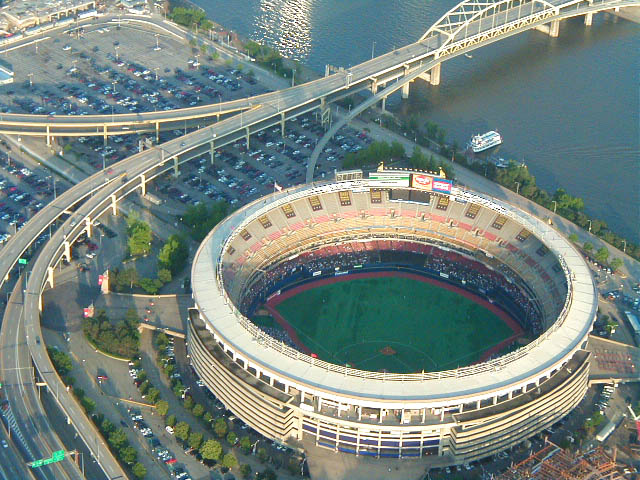
Ảnh chụp trên không của Sân vận động Three Rivers,

### Sân bóng chày trong nhà

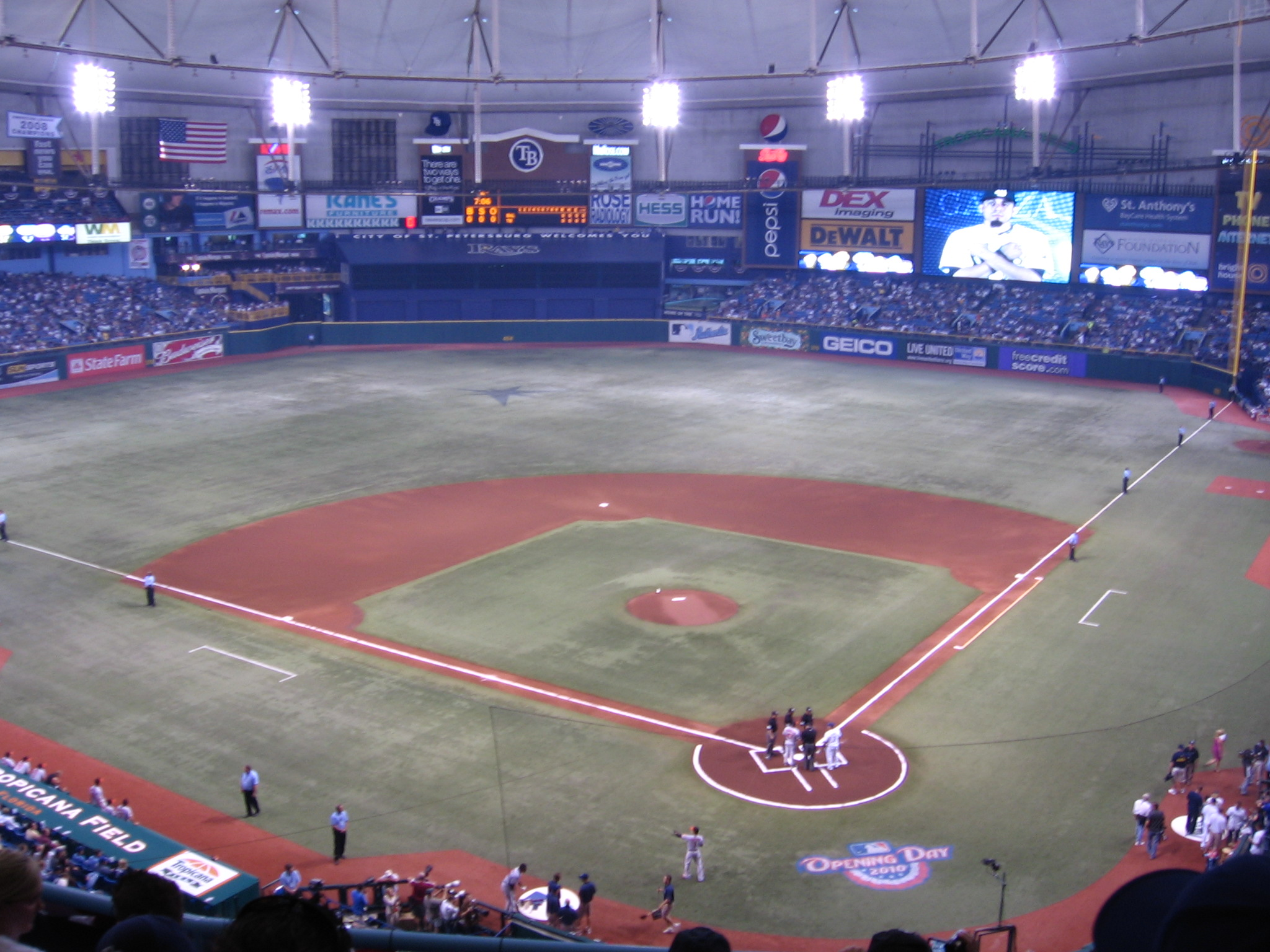
Sân vận động Tropicana Field, hiện là sân bóng chày MLB trong nhà duy nhất còn hoạt động

### Sân bóng chày hiện đại

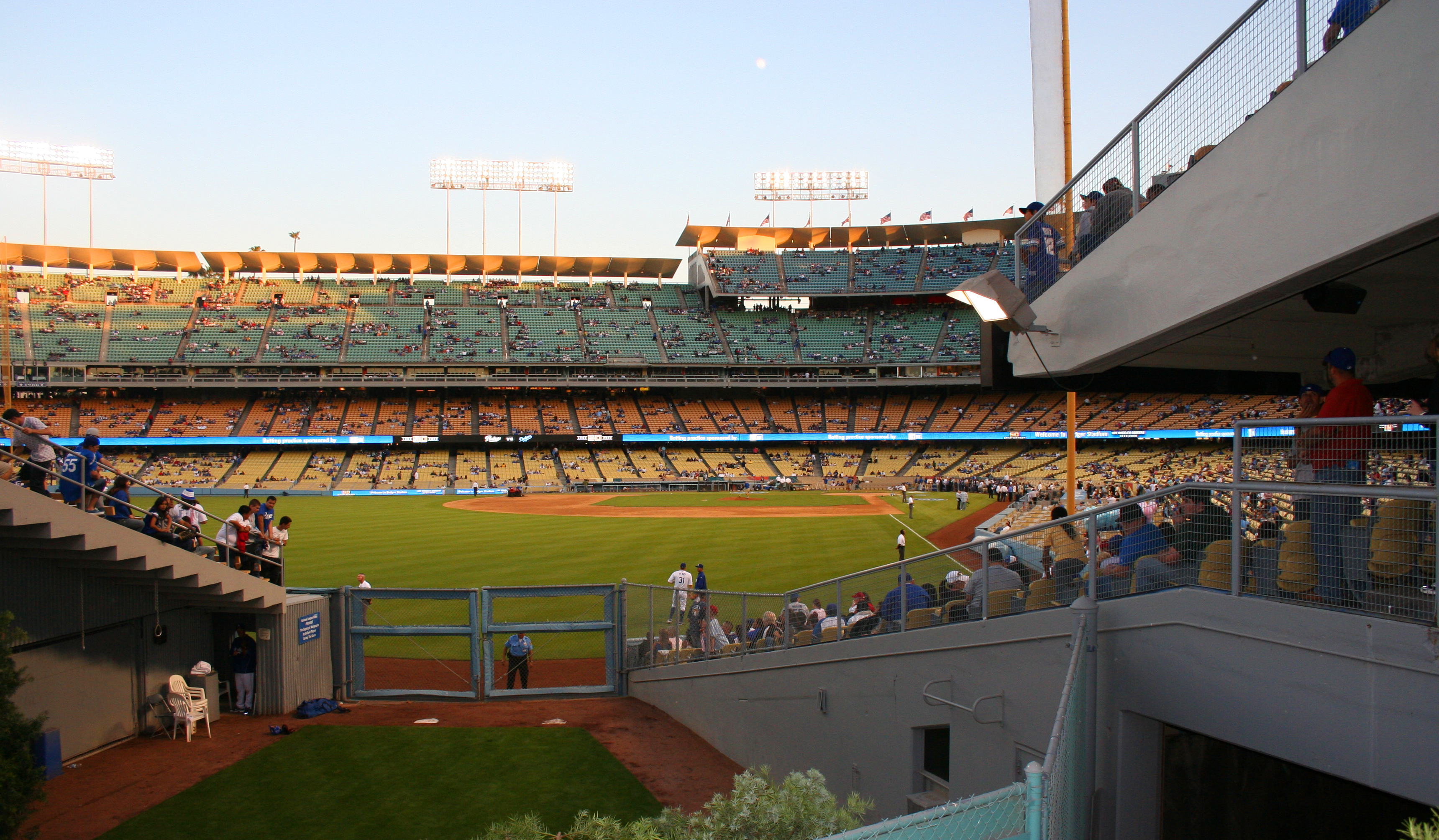
Những hàng ghế sặc sỡ tại Sân vận động Dodger

### Sân bóng chày có mái thu vào

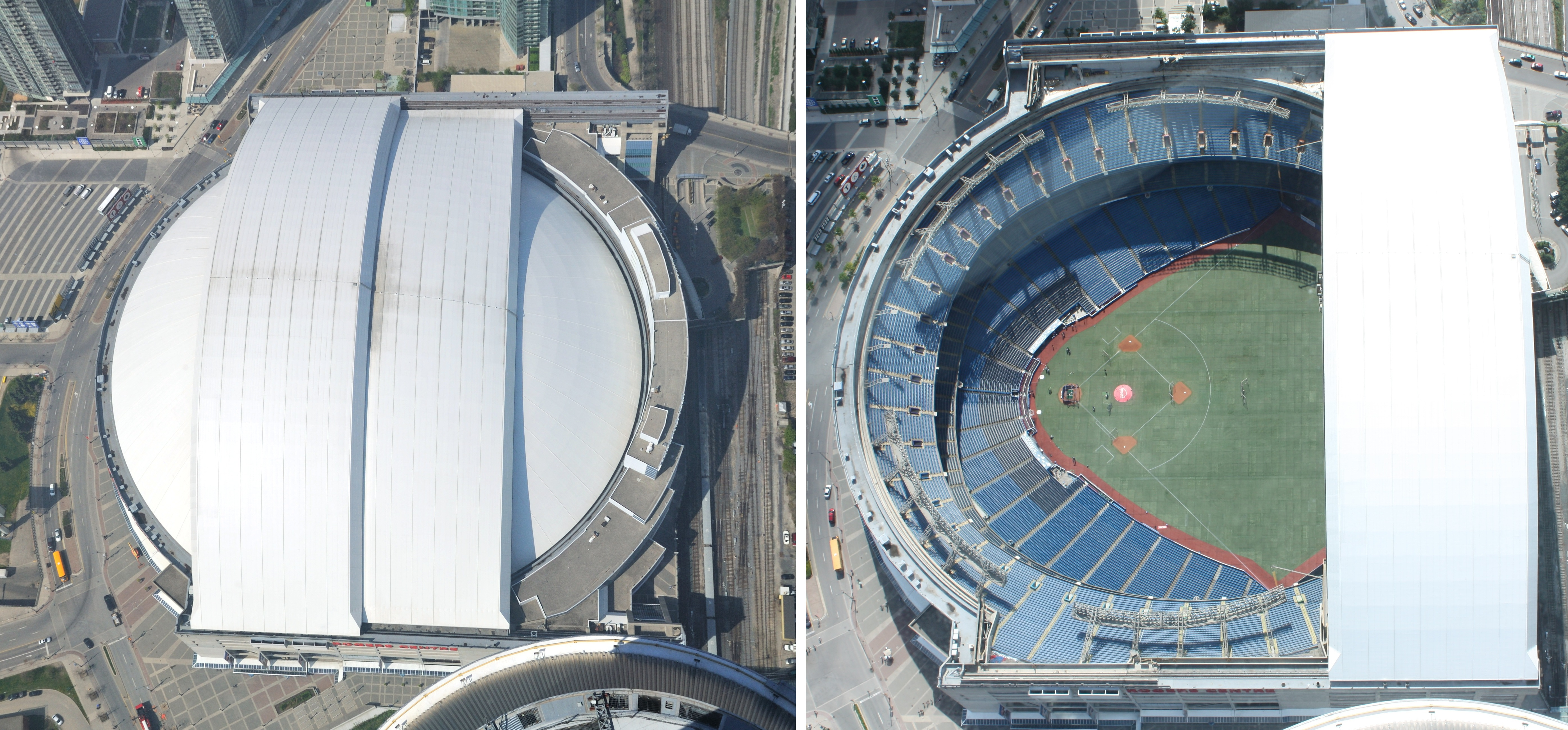
Rogers Centre là sân vận động đầu tiên có mái có thể thu vào, ở trạng thái mái mở và đóng trong hình.

### Sân bóng chày tân cổ điển

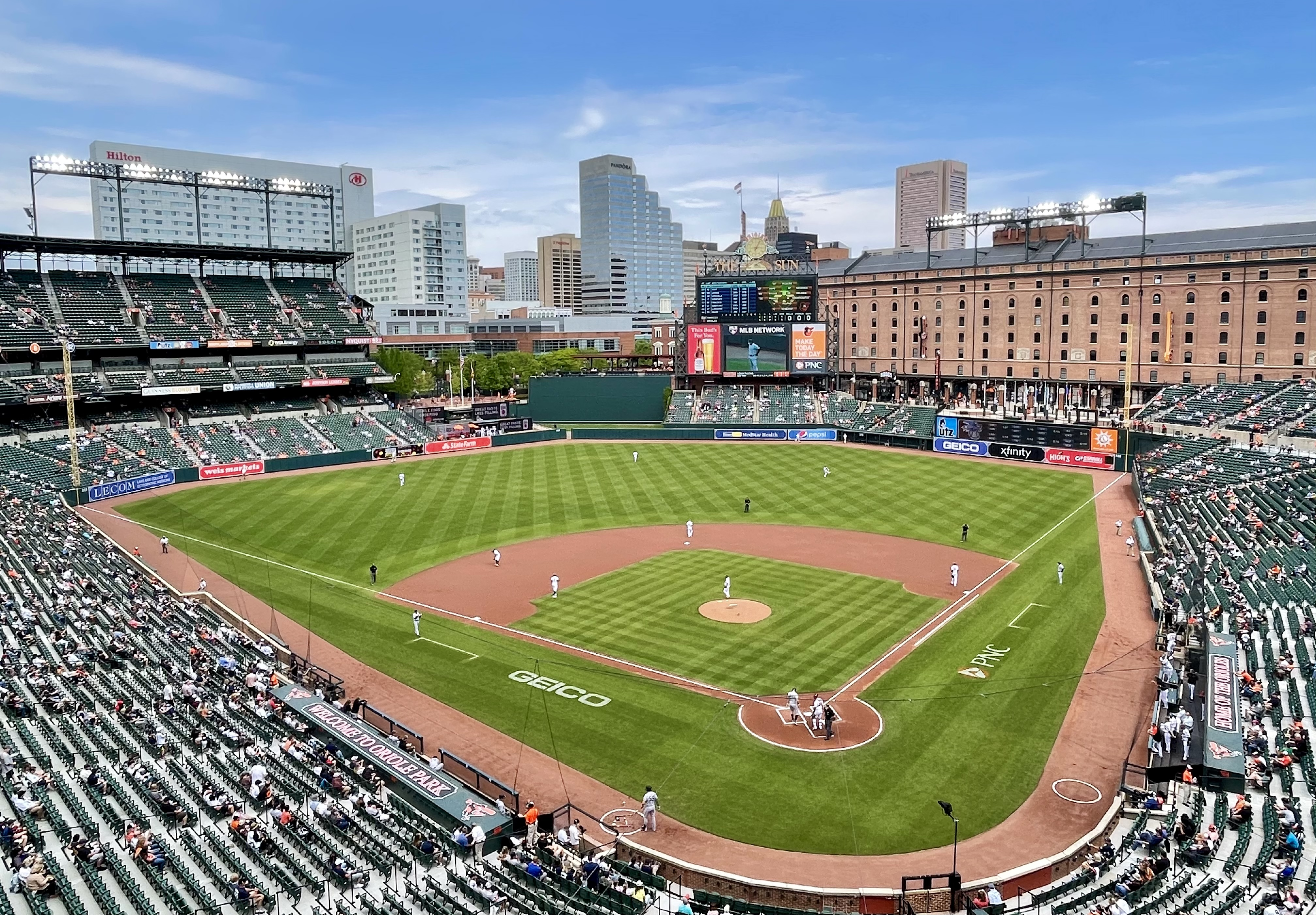
Camden Yards bắt đầu cơn sốt kiến trúc hoài cổ với một sân vận động nhỏ gọn, xây bằng gạch đỏ và phủ màu xanh lá cây.

### Sân bóng chày cổ điển-hiện đại

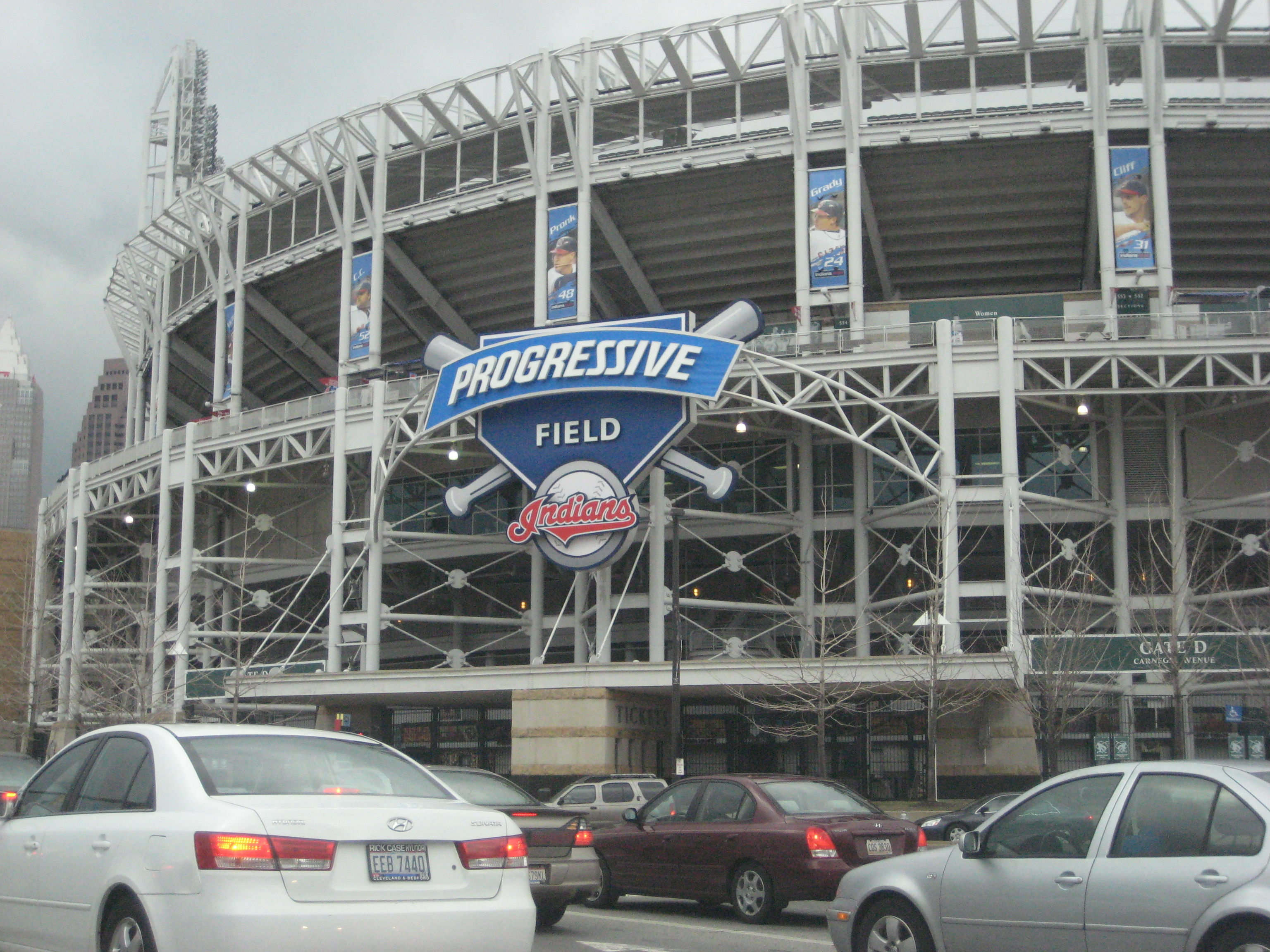
Progressive Field là công viên cổ điển đầu tiên có mặt ngoài hiện đại.

### Sân bóng chày thiết kế đương đại

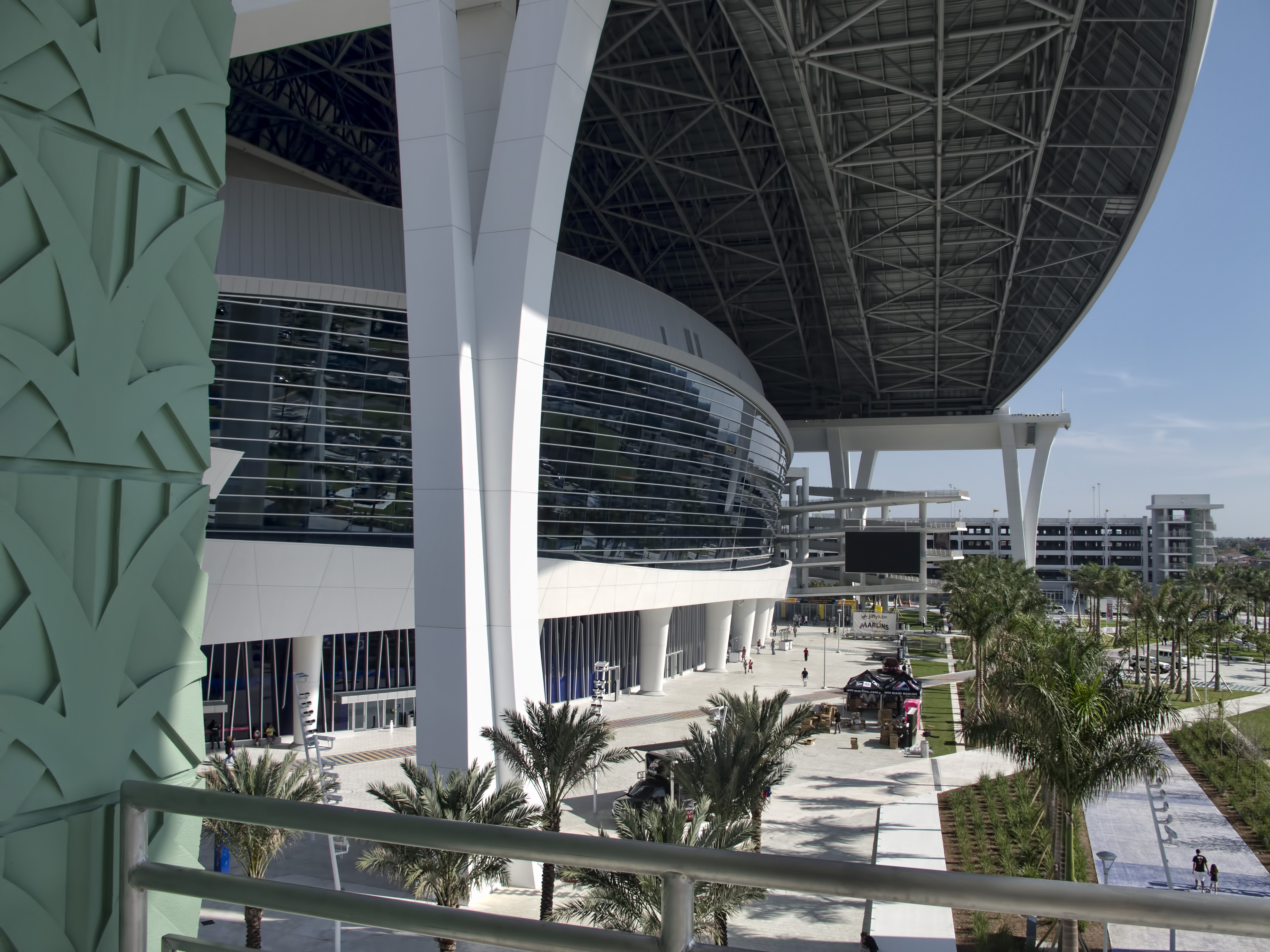
Marlins Park, hiện được gọi là LoanDepot Park, có thiết kế hiện đại, lấy cảm hứng từ Miami với kính điêu khắc và hình ảnh cong mô tả "nước hòa vào đất liền", gạch Miami-Deco và tông màu tươi sáng.

### Sân bóng chày tạm thời và hoán cải

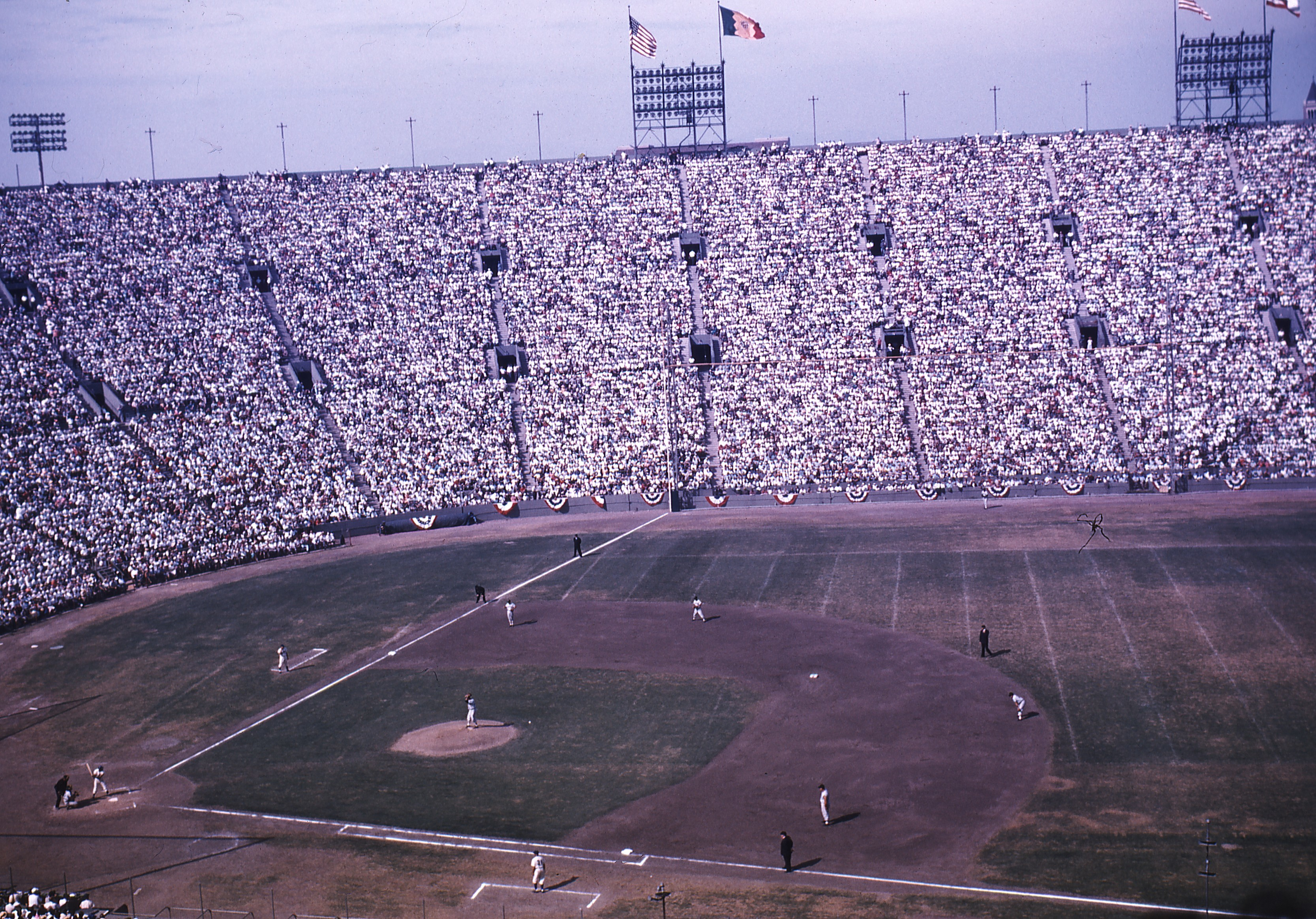
Được xây dựng ban đầu cho mục đích bóng bầu dục của trường đại học và Thế vận hội, Sân vận động tưởng niệm Los Angeles hình bầu dục đã trở thành sân nhà tạm thời của đội Dodgers vào năm 1958.